# Cangkring (Jatiroto)
Cangkring is een bestuurslaag in het regentschap Wonogiri van de provincie Midden-Java, Indonesië. Cangkring telt 2061 inwoners (volkstelling 2010).